# Va tutto bene (Simone Tomassini)
Va tutto bene è un singolo di Simone Tomassini. Il brano, vincitore del concorso MTV Ultrasounds del 2008, è stato scritto da Matteo Pedrini e Luca Chiaravalli.